# ديسمبر (فلم 2024)
ديسمبر (الروسية: Декабрь، رومنة: Dekabr) هو فيلم غموض ودراما تاريخية وإثارة روسي قادم كتبه وأخرجه كليم شيبينكو، يتناول الأيام الأخيرة من حياة الشاعر سيرجي يسينين، الذي يقوم بدوره ألكسندر بتروف، بالإضافة إلى سيرجي جيليوف وكريستينا أسيموس وأندريه ميرزليكين وفلاديمير فدافيتشينكوف وألكسندر سامويلينكو وكيريل ناجييف في أدوارهم السينمائية الأولى.
من المقرر أن يُعرض الفيلم في صالات السينما في عام 2024 بواسطة الشراكة المركزية.

## القصة
يخطط «سيرجي يسينين»، بمساعدة «إيسادورا دانكن»، للهروب من الاتحاد السوفيتي ويجد نفسه في مغامرات مذهلة.

## طاقم التمثيل
- ألكسندر بتروف في دور سيرغي يسينين
- سيرجي جيليوف
- كريستينا أسيموس في دور إليزابيتا أوستينوفا
- أندريه ميرزليكين
- فلاديمير فدافيتشينكوف
- ألكسندر سامويلينكو
- كيريل ناجييف
- ماريا فيليشنايا في دور إيزادورا دانكن
- صوفيا كاربونينا
- رونالد بيلين

## الإنتاج
كتب كليم شيبينكو السيناريو بالتعاون مع والده، الكاتب المسرحي الشهير أليكسي شيبينكو.
تقوم بتطوير الفيلم شركة يلو، بلاك أند وايت، التي سبق لها التعاون مع المخرج في إنتاج فيلمه السابق سيرف (2019).

## التصوير
بدأ التصوير الرئيسي في ديسمبر 2020 في موسكو وسانت بطرسبرغ. وجُهّزت ديكورات كبيرة بمساحة تزيد عن 7 آلاف متر مربع.

## الإصدار
عُرض الفيلم في صالات السينما في الاتحاد الروسي عبر البلاد بدءًا من عام 2024، بواسطة الشراكة المركزية.

## روابط خارجية
- الموقع الرسمي (بالإنجليزية)
- ديسمبر  في قاعدة بيانات الأفلام على الإنترنت (بالإنجليزية)